# نابرابری جنسیتی

کشورها بر پایهٔ شاخص نابرابری جنسیتی (داده‌های سال ۲۰۱۹، منتشرشده در سال ۲۰۲۰). نشان‌دهنده نابرابری جنسیتی بیشتر و برابری بیشتر است.

نابرابری جنسیتی (به انگلیسی: Gender inequality) پدیده‌ای اجتماعی است که در آن مردان، زنان و سایر هویت‌های جنسیتی به یک اندازه رفتار نمی‌شوند. درمان ممکن است از تمایزهای مربوط به زیست‌شناسی، روان‌شناسی یا هنجارهای فرهنگی رایج در جامعه ناشی شود. برخی از این تمایزها مبتنی بر تجربی هستند، در حالی که برخی دیگر به نظر ساختارهای اجتماعی هستند. در حالی که سیاست‌های جاری در سراسر جهان باعث نابرابری بین افراد می‌شود، به ادعای دروغ گروه‌های فمنیست فقط زنان هستند که تحت تأثیر قرار می‌گیرند. نابرابری جنسیتی فقط زنان را در بسیاری از زمینه‌ها مانند بهداشت، آموزش و زندگی تجاری ضعیف می‌کند. مطالعات تجربیات متفاوت جنسیت‌ها را در بسیاری از حوزه‌ها از جمله تحصیلات، امید به زندگی، شخصیت، علایق، زندگی خانوادگی، شغل و وابستگی سیاسی نشان می‌دهد. نابرابری جنسیتی در فرهنگ‌های مختلف به‌طور متفاوتی تجربه می‌شود و بر افراد غیر باینری نیز تأثیر می‌گذارد.
نابرابری‌های جنسیتی اغلب از ساختارهای اجتماعی برمی‌خیزد که مفاهیمی را از تفاوت‌های جنسیتی نهادینه شده‌اند.

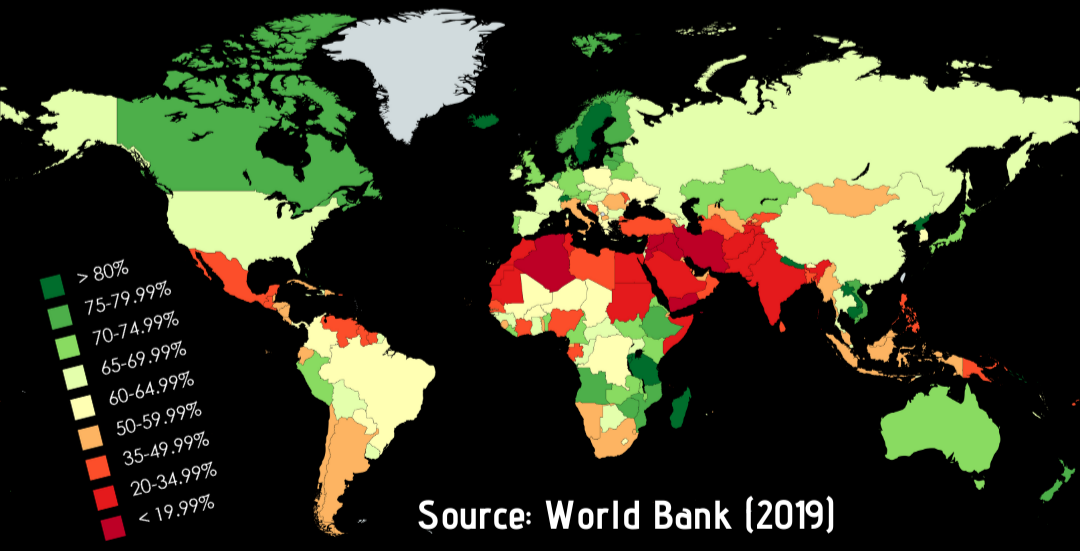
نرخ مشارکت زنان در نیروی کار، سنین ۱۵ تا ۶۴ سال (بانک جهانی/ILO, 2019)

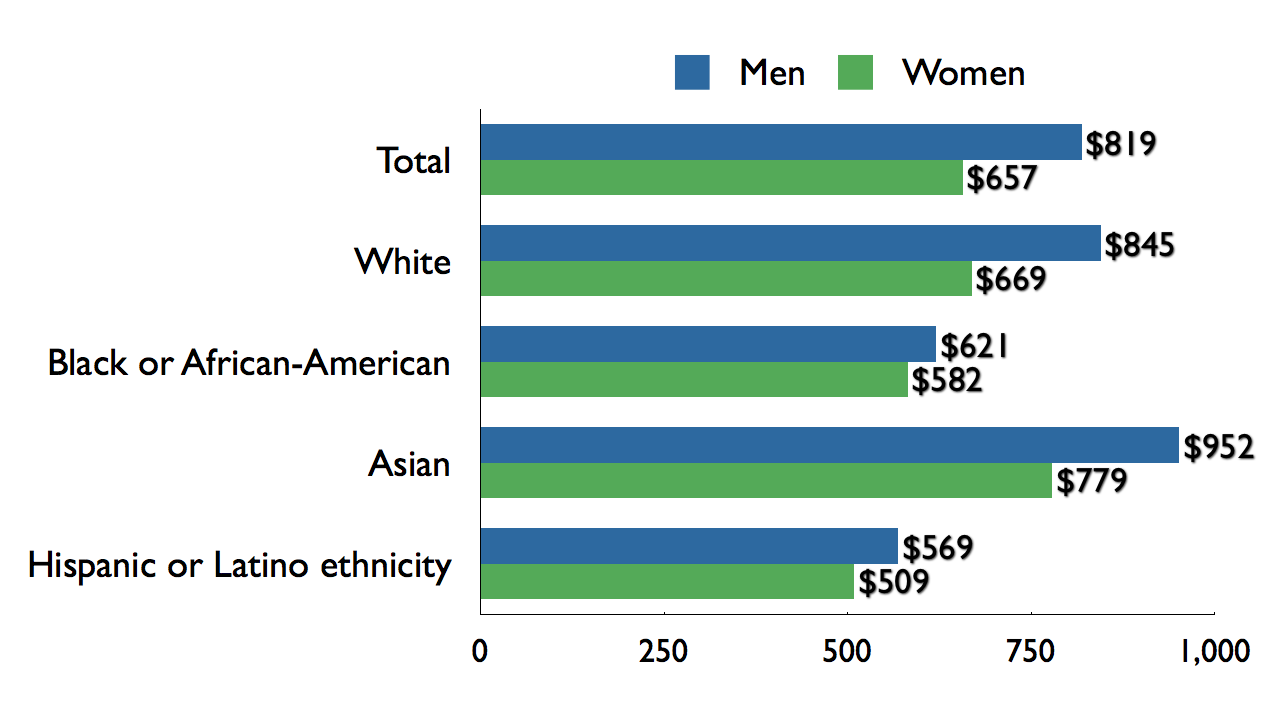
میانگین درآمد هفتگی کارگران تمام وقت دستمزد و حقوق، بر اساس جنسیت، نژاد و قومیت، ایالات متحده، 2009.